# Oreotlos etor
Oreotlos etor is een krabbensoort uit de familie van de Leucosiidae. De wetenschappelijke naam van de soort is voor het eerst geldig gepubliceerd in 1993 door C. G. S. Tan & Richer de Forges.